# Gipsy Kings
Gipsy Kings est un groupe français de rumba flamenca et flamenco, originaire de Montpellier et d'Arles. Il est composé de musiciens issus de deux familles (Baliardo et Reyes) d'origine catalane et gitane. Leur style musical est constitué d'apports flamenco, de pop et de rythmes latins mêlés.

## Histoire

### Origines et débuts
Les membres du groupe sont issus de familles ayant fui la Catalogne pour Marseille pendant la guerre civile espagnole. Quant à Chico Bouchikhi, il a des origines marocaine. 
À l'issue d'un pèlerinage aux Saintes-Maries-de-la-Mer au cours des années 1970, Tonino, Paco et Diego Baliardo neveux de Manitas de Plata, font la connaissance de leurs cousins Nicolas, Canut et Paul Reyes, fils de José Reyes qui fondent le groupe Los Reyes. En 1977 sort l'album Gitan poète sous les noms de José Reyes et Los Reyes avec Chico Bouchikhi. En 1978, Los Reyes sont invités à jouer à l'anniversaire de Brigitte Bardot à Saint-Tropez.
Dès les années 1980, les Baliardo se joingnent à eux et Los Reyes se rebaptisent les Gipsy Kings. Lors d'un entretien effectué en décembre 2023, Nicolas Reyes, fondateur des Gipsy Kings, explique l'origine du nom du groupe : « À l'origine, il y avait mon père, José Reyes, qui avait son groupe. Ensuite, mes frères et moi-même avons eu envie de donner un nom moderne à notre formation. Comme Reyes veut dire « rois » en espagnol, on l'a traduit par king pour avoir une connotation plus internationale, moderne. Et on a ajouté gipsy car cela signifie « gitan » en anglais. Voilà comment sont nés les Gipsy Kings. »

### Succès et continuité

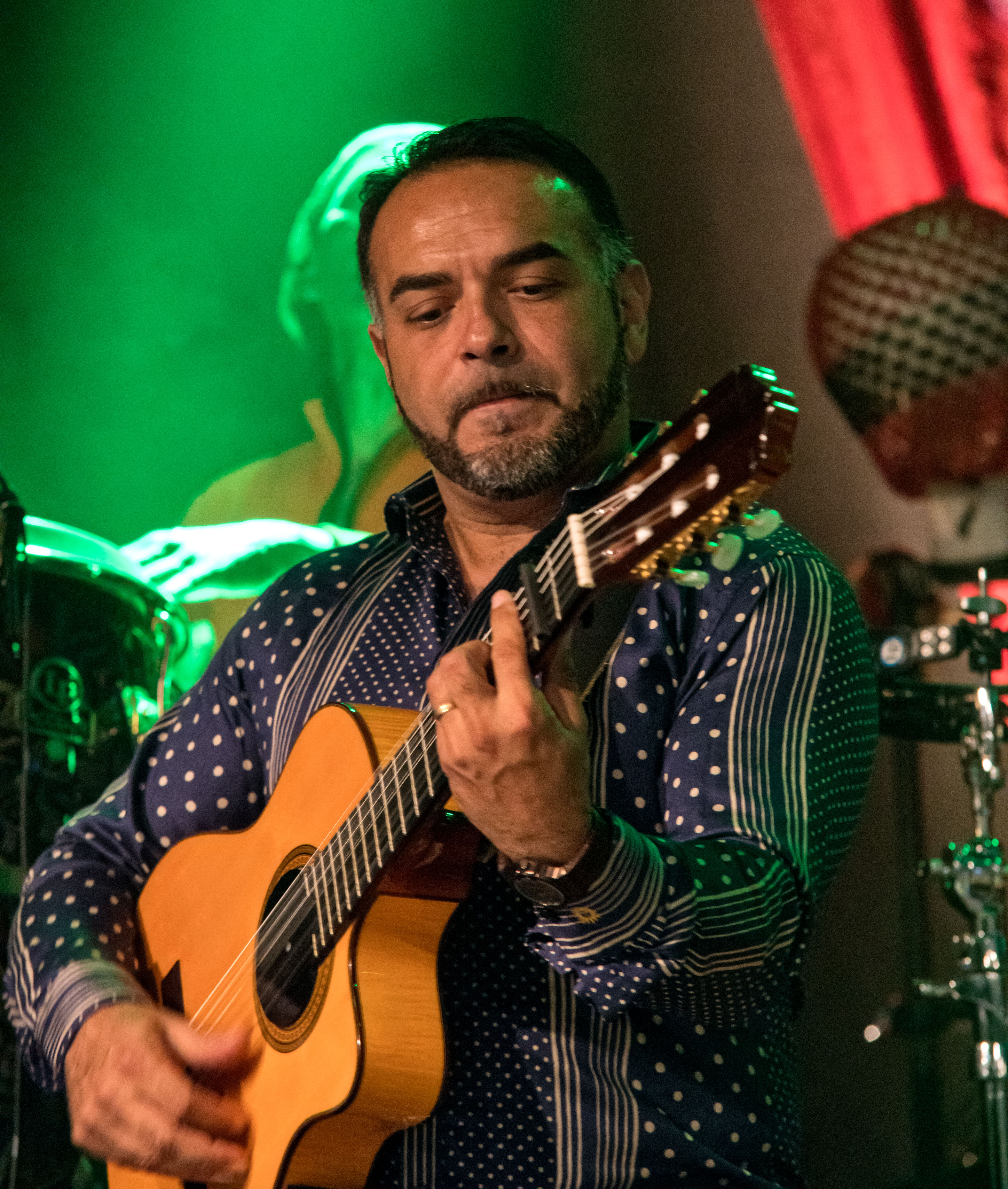
Gipsy Kings au Zelt-Musik-Festival en 2016.

Les Gipsy Kings enregistrent deux disques : Bamboléo (reprise d'un medley de Caballo viejo, un classique du Venezuela de Simón Díaz ainsi que du refrain de Bamboléo, chanté par Carmen Miranda) et Djobi, Djoba, considérée par le chanteur flamenco « El Principe Gitano » (Enrique Castellón Vargas, 1928 – 2020) comme un plagiat de son titre Obi, Oba (Oi-Oa, Discophon 1981), qui sont produits par PEM en 1987. Cet album connaît un énorme succès en France et dans le monde entier, il est le début d'une longue série. Ils chantent en espagnol un mélange de flamenco, de pop et de diverses chansons légères comme la rumba catalane. La formation est le premier groupe gitan disque d’or aux États-Unis.
Les Gipsy Kings gagnent les Victoires de la musique du groupe de l’année en 1990. En 1991, ils découvrent que celui qui fait figure de leader du groupe, Jahloul Chico Bouchikhi, a déposé leur marque à son nom. Ils le congédient et récupèrent leur nom devant la justice[réf. nécessaire]. Ce dernier n'aura de cesse de regretter publiquement cette éviction. En 1992, Chico forme son groupe, Chico and the Gypsies ; reprenant les succès du groupe d'origine, bénéficiant d'un contact et d'une audience privilégiés auprès des médias français, il s'assure une suite de carrière tout aussi honorable.
Le groupe est critiqué par les puristes du flamenco, mais Nicolas Reyes déclare dans une interview que le monde du flamenco n'était pas en grande forme et que le groupe était fier de son succès. Leur album Compas, sorti en 1997, contient cependant de la musique flamenco plus traditionnelle.

### Scissions et retours
En 2014, le groupe original Gipsy Kings se sépare en plusieurs groupes :
- Gipsy Kings by Nicolas Reyes, mené par Nicolas Reyes, le chanteur original, avec Tonino Baliardo à la guitare ;
- André Reyes feat. Gipsy Kings, mené par André Reyes (frère de Nicolas), ce groupe comprend également des membres de sa famille ;
- Gipsy Kings and Chico, mené par Chico Bouchikhi, un ancien membre du groupe original. Ce groupe a cependant perdu le droit d'utiliser le nom « Gipsy Kings » ;
- Gipsy Kings by Diego Baliardo, mené par Diego Baliardo ;
- The Gipsy Kings feat. Tonino Baliardo, mené par Tonino Baliardo.

Chacun de ces groupes revendique une partie de l'héritage musical des Gipsy Kings, offrant une diversité de performances et d'interprétations qui continuent d'attirer un large public dans le monde entier.
En mars 2024, le groupe est annoncé avec JB Guégan au Castella de Pamiers pour le 23 août.

## Reprises
Leur reprise de Hotel California des Eagles en 1988, dont la structure reste préservée, se voit attribuer une version en espagnol (à l'exception d'une partie du refrain) ainsi qu'une refonte complète du rythme, la batterie lente laissant place à des percussions latines. Les guitares sont refondues dans un esprit mariachi, l'ensemble évoque tellement la culture du sud de la Californie que le morceau est choisi pour figurer sur la bande originale du film The Big Lebowski, qui se déroule à Los Angeles.

## Membres
Les Gipsy Kings sont composés de deux familles parentes : les Baliardo et les Reyes, respectivement originaires de Montpellier et d'Arles. Ils sont neveux de Manitas de Plata.
- Tonino Baliardo – membre fondateur, auteur-compositeur, guitare solo[10]
- Nicolas Reyes – membre fondateur, chanteur leader, fils de José Reyes
- Canut Reyes – membre fondateur, chant, guitare, fils de José Reyes
- André Reyes – chant, guitare, fils de José Reyes
- Patchai Reyes – chant, guitare, fils[réf. nécessaire] de José Reyes
- Diego Baliardo – membre fondateur, guitare
- Paco Baliardo – guitare
- Chico Bouchikhi – guitare (gendre de José Reyes), il enregistra deux albums.
- Pablo reyes - guitare

## Discographie

### Albums studio
- Gitan poète (en tant que Los Reyes)
- L'Amour d'un jour (en tant que Los Reyes)
- 1982 : Allegria
- 1982 : Luna de Fuego
- 1987 : Gipsy Kings
- 1988 : Best Remixes (Japon uniquement)
- 1989 : Mosaïque
- 1991 : Este Mundo
- 1992 : Live
- 1993 : Love et Liberté
- 1994 : Greatest Hits (compilation)
- 1995 :  Estrellas - Tierra gitana (version US)
- 1995 : The Best of (compilation US seulement)
- 1982 : Rare and unplugged (à l'origine une maquette de dix titres destinée à trouver un producteur[réf. nécessaire])
- 1996 : Love Songs (compilation (EUR seulement) - 1 titre inédit)
- 1997 : Compas
- 1998 : Cantos de Amor (version US de Love songs)
- 1999 : ¡Volare! - The Very Best of the Gipsy Kings (1999) (compilation 2 CD)
- 2001 : Somos Gitanos
- 2004 : Roots (nommé en tant que meilleur album de l'année aux Billboard Latin Music Awards 2005 et aux Grammy Awards)
- 2006 : Pasajero
- 2013 : Savor Flamenco (Victoire aux Grammy Awards 2014 Best World Music Album)
- 2015 : Modéré - le single (Victoire de la musique 2015)

#### Albums solo
- 1988 : Boléro, Canut Reyes
- 2001 : Essences, Tonino Baliardo (réédition en 2003) : album instrumental par le guitariste soliste du groupe
- 2012 : Gitano, Canut Reyes

### Singles
- 1987 : Djobi, Djoba
- 1987 : Bamboléo
- 1989 : Volare
- 1992 : Pida me la

### Vidéographie

#### Clips DVD
- 1987 : Gipsy Kings (clips : Djobi, Djoba et Bamboléo)

#### Concerts
- 1989 : Live at the Royal Albert Hall (concert filmé lors de leur première tournée mondiale à la suite de l'album Gypsy Kings)
- 1990 : Live au Zénith de Paris (non commercialisé, certains extraits visibles sur YouTube. Concert enregistré en janvier 1990 au Zénith de Paris durant la tournée de l'album Mosaïque)
- 1991 : US Tour 1990 (concert donné en juillet 1990 au Greek Theatre de Los Angeles durant la tournée de l'album Mosaïque (VHS et DVD : Gipsy Kings - Tierra Gitana & Live in Concert))
- 1996 : Live at Wolf Trap (non commercialisé ; quelques rares copies circulent., concert enregistré au Wolf Trap de Washington en 1995. On en voit des extraits dans le documentaire Tierra Gitana)
- 2005 : Live at the Kenwood house of London (concert enregistré en 2004 durant la tournée de l'album Roots (DVD))

#### Autres
- 1990 : Fuego! The videos (compilation de clips) (VHS)
- 1996 : Tierra Gitana de Hart Perrey Documentaire retraçant l'histoire des Gipsy Kings depuis les faubourgs d'Arles dans les années 1950 aux salles de concert américaines. Le film accorde peu de place à l'aspect mondain du groupe et se focalise sur leur parcours et la genèse de leur histoire.
Le documentaire est notamment sur le DVD Gipsy Kings - Tierra Gitana & Live in Concert.

### Collaborations
Les Gipsy Kings ont collaboré individuellement ou collectivement avec de nombreux artistes :
- 1990 : Joan Baez - Speaking of Dreams (1990), duo sur My Way
- 1993 : Francis Cabrel - Samedi soir sur la terre (Nicolas Reyes sur La Corrida)
- 1995 : Chicago
- 1999 : Tan Dun - 2000 Today (1999)  (le groupe y interprète une reprise de One Love de Bob Marley en duo avec le fils de ce dernier, Ziggy)
- 2006 : Georges Reyes - Donde esta el amor (Nicolas Reyes sur Siembra)
- 2012 : Goran Bregović (sur l'album Champagne for Gypsies) - avec les morceaux Presidente et Balkaneros)
- 2021 :  Ingobernable (sur l'album El madrileño de C. Tangana)[11]

## Documentaire
- 2015 : Kings of the World : de Manitas de Plata aux Gipsy Kings, Arte

## Distinctions
- 1990 : Victoires de la musique du groupe de l’année[6].